# IC 2751
IC 2751 је спирална галаксија у сазвјежђу Велики медвјед која се налази на листи објеката дубоког неба у Индекс каталогу.
Деклинација објекта је + 34° 21' 59" а ректасцензија 11h 22m 7,4s. Привидна величина (магнитуда) објекта IC 2751 износи 14,9 а фотографска магнитуда 15,8. IC 2751 је још познат и под ознакама MCG 6-25-54, CGCG 185-47, PGC 34873.